# Анацки
Анацки (бел. Ана́цкі) — деревня в Лидском районе Гродненской области Беларуси. Входит в состав Третьяковского сельсовета.

## География
Через деревню пролегает дорога Н-6844, рядом дорога Н-6164.
Ближайшие населённые пункты Корнилки, Микуличи, Черевки и др.

## История
В 1905 году в Докудовской волости Лидского уезда Виленской губернии Российской империи.
До 7 ноября 2013 года деревня входила в состав Докудовского сельсовета.

## Население

### Численность
- 2019 год — 8 жителей

### Динамика
- 1905 год — 158 жителей (Анацкие)[3]
- 1999 год — 15 жителей (перепись населения)
- 2009 год — 13 жителей (перепись населения)[3]
- 2019 год — 8 жителей (перепись населения)

## Достопримечательность
- В 1,5-2 км от левого берега русла Немана сохранились фрагменты курганного могильника (11 насыпей).